# Frances Bible
Frances Lillian Bible (Sackets Harbor, 26 gennaio 1919 – Hemet, 29 gennaio 2001) è stata un mezzosoprano statunitense.

## Biografia
Nata e cresciuta nello stato di New York, studiò canto alla Juilliard School con Queena Mario ed esordì alla New York City Opera nel 1948 nel ruolo del pastore in Tosca. Per le trenta stagioni successive avrebbe continuato a cantare con la New York City Opera, di cui divenne uno dei mezzosoprani di punta. Nel 1949 cantò nel ruolo della venditrice di mango nella prima mondiale di Troubled Island di William Grant Still e l'anno dopo ottenne il suo primo grande successo come Amneris in Aida e Cherubino ne Le nozze di Figaro.
Replicò questi primi trionfi con la sua Angelica nella Cenerentola nel 1953 e, negli anni successivi, si specializzò in ruoli en travesti come Octavian ne Il cavaliere della rosa, Oberon in Sogno di una notte di mezza estate, Nicklausse ne I racconti di Hoffmann, Siebel nel Faust e Hänsel in Hänsel e Gretel. Il suo repertorio alla New York City Opera annoverava anche i ruoli di Dorabella in Così fan tutte, Jocasta in Oedipus Rex, Erodiade in Salomè, Ottavia ne L'incoronazione di Poppea, Ulrica in Un ballo in maschera e Lucrezia ne Lo stupro di Lucrezia.
Parallelamente all'attività con la New York City Opera, cantò regolarmente anche in alcuni dei maggiori teatri statunitensi. Nel 1955 fu Neris nella prima americana della Medea di Cherubini alla Carnegie Hall ed Evadne nella prima nazionale di Troilus and Cressida alla San Francisco Opera, mentre nel 1958 esordì alla Houston Grand Opera ne Il cavaliere della rosa. Nel 1970 fu Mélisande nel Pelléas et Mélisande al Caramoor Summer Music Festival ed Eglantine nell'Euryanthe con la New York Philharmonic.
Più limitate invece furono le apparizioni sulle scene internazionali. Ottenne enormi consensi di critica al Glyndebourne Festival Opera per le sue interpretazioni come Cherubino nel 1955 e Ottavia nel 1962 e 1963. Nel 1963 fu Amneris alla Wiener Staatsoper accanto all'Aida di Felicia Weathers, mentre nella stagione 1963/64 fu tra gli interpreti principali al Badisches Staatstheater Karlsruhe. Nel 1964 cantò come Cherubino con la Scottish Opera.
Dopo il ritiro dalle scene insegnò canto alla Rice University e successivamente si ritirò a Hemet, dove morì nel 2001 all'età di 82 anni.

## Discografia (parziale)
- L'incoronazione di Poppea (1963) – Magda László, Richard Lewis, Frances Bible, Walter Alberti, Carlo Cava, dir. John Pritchard. EMI